# Kamduin
Een kamduin is een type duin dat ontstaat doordat zand over een breed front aan komt waaien vanuit uitgestoven laagvlaktes. Een kamduin is in feite een reeks van aaneengesloten paraboolduinen en het eindstadium van de verstuiving. Eerder werd gedacht dat deze duinen het beginstadium van de verstuiving waren. Eerst dacht men dat deze kamduinen zijn ontstaan door de uitstuiving van windkuilen. Klimaatsverandering en ontbossing hebben ervoor gezorgd dat kamduinen niet meer tot stand kunnen komen. Kamduinen komen in Nederland zowel langs de kust als in het binnenland voor en ze vertonen grote overeenkomsten. De naam kamduinen is ontleend aan de armen van het duin, die windwaarts gericht zijn. Omdat deze armen een reeks vormen kunnen zij vergeleken worden met de tanden van een kam. 